# بيركهولدرية كاربينية
بيركهولدرية كاربينية (الاسم العلمي: Burkholderia caribensis) هي نوع من البكتيريا، سلبية الغرام، تتبع جنس البيركهولدرية.